# Казахський дрібносопковик
Казахський дрібносопковик (Сари-Арка, каз. Сары Арқа, трансліт. Sarı Arqa, латиніз. سارى ارقا — «жовтий хребет», Центральноказахський дрібносопочник) — степ з низькогірними масивами, розташований у Казахстані.
Довжина з заходу на схід близько 1200 км, ширина до 950 км.
У західній частині рельєф вирівняний; виділяються гірський масив Улутау (1133 м) і Кокшетауське узвишшя (947 м, г. Синюха).
Східна частина має більш розчленований рельєф; у центрі — Каркаралінські гори (до 1403 м), низькогір'я Кизилтас з масивом Аксоран (1566 м) і хребет Чингізтау (1469 м).
Територія Казахського дрібносопковика входить до складу Урало-Монгольського геосинклінального поясу.
Основні структури належать до каледонської (на заході) і герцинської (на сході) складчастості. Внаслідок процесів вивітрювання і денудації древня гірська країна набула сучасного стану, яких поєднує низькогір'я, дрібносопковик і рівнинні території.
Складений загалом метаморфічними, інтрузивними і ефузивними породами, з якими пов'язані родовища численних руд корисних копалин: залізних (Жанаарка, Каражал, Карсакпай), мідних (Жезказган, Бозшаколь, Конират), марганцевих (Атасу), поліметалів (Карагайли), золота (Майкайин), вугілля (Карагандинський та Екібастузький вугільні басейни).
Через дрібносопковик проходить вододіл Іртиша і області внутрішнього стоку Середньої Азії.
Найбільші річки: Ішим, Нура, Сарису. Багато озер, найбільше — Тенгіз.